# Капитан Петко войвода (квартал на Свиленград)
Вижте пояснителната страница за други значения на Капитан Петко войвода.
Капитан Петко войвода е квартал на българския град Свиленград. Там се намира граничният контролно-пропускателен пункт с Република Гърция ГКПП Капитан Петко войвода – Орменион. Кварталът е разположен на десния бряг на река Марица.
До 1912 година Капитан Петко войвода е село в Османската империя под името Каба агач. След Балканската война влиза в границите на България и е преименувано на Ново село. На 6 септември 1975 година е слято със Свиленград. През декември 2004 година по повод 160-годишнината от рождението на българския революционер Петко войвода, по предложение на Съюза на тракийските дружества кварталът и граничният контролно-пропускателен пункт са преименувани на Капитан Петко войвода.